# Grissini

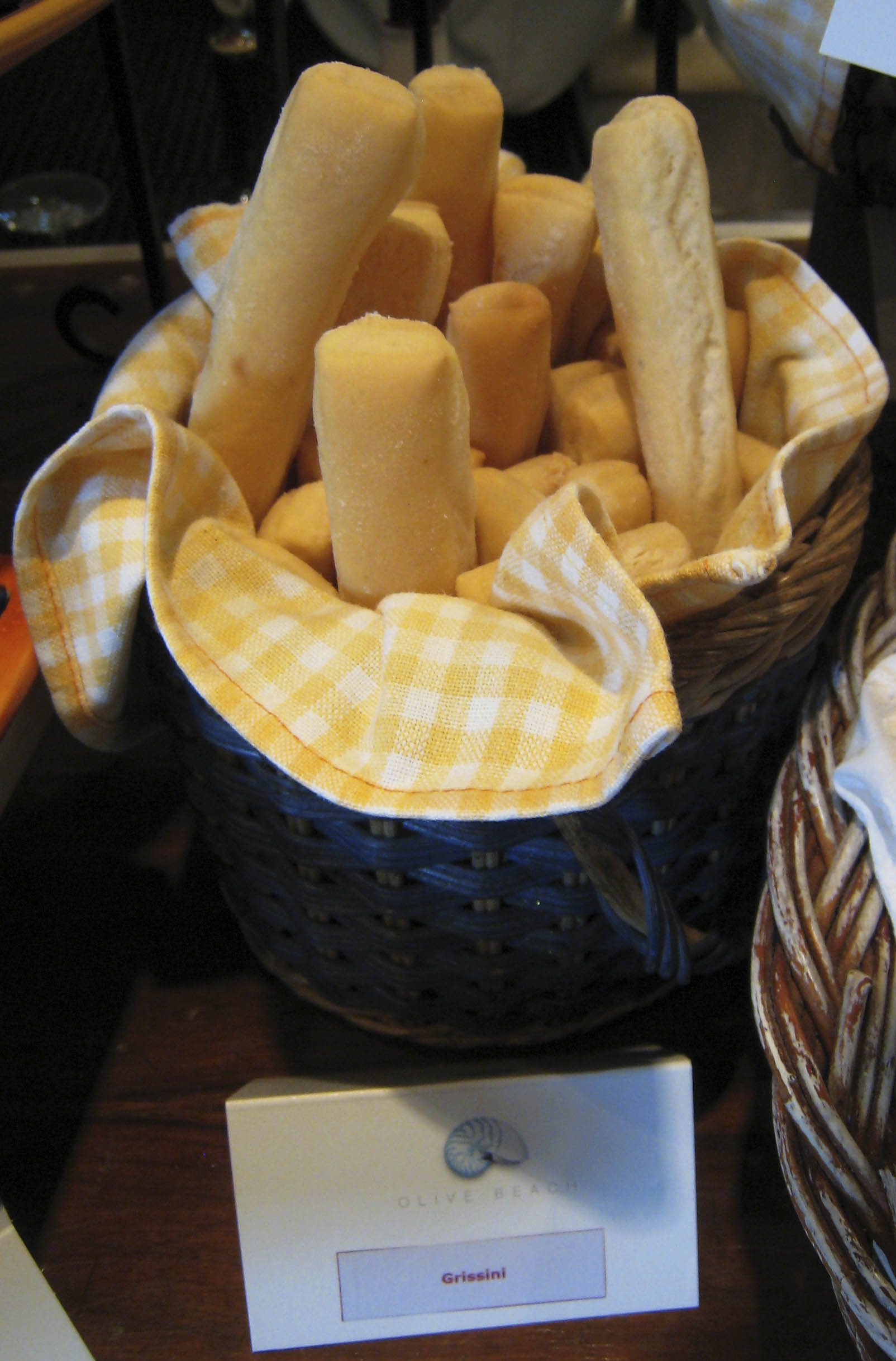
Grissini

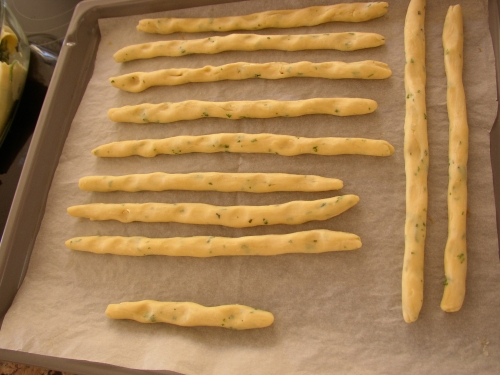
Före gräddning

Grissini är en italiensk torr brödpinne som oftast serveras som tilltugg, till exempel till soppa. Ofta görs den på samma sorts deg som till pizza. Man rullar ut degen i stänglar på en plåt med bakplåtspapper, penslar med vatten och strör på havssalt. Sedan gräddar man i 5 till 10 minuter på cirka 200°. Man kan också strö på, eller ha i olika kryddor och örter i degen som till exempel oregano, sesamfrön, kummin. 